# Менчугово
Менчугово (укр. Менчугове) — посёлок в Старобешевском районе Донецкой области Украины. Под контролем самопровозглашённой Донецкой Народной Республики.

## География
Посёлок расположен на левом берегу реки под названием Кальмиус.

#### Соседние населённые пункты по странам света
С:  Гришки, Темрюк
СЗ:  Павлоградское, Ларино (все выше по течению Кальмиуса)
СВ: город Моспино
З: Придорожное (на противоположном берегу Кальмиуса)
В: Горбачёво-Михайловка (ниже по течению Кальмиуса)
ЮЗ: Каменка
ЮВ: Кирово, Новый Свет (ниже по течению Кальмиуса)
Ю: Калинина (на противоположном берегу Кальмиуса)

## Население
Население по переписи 2001 года составляло 59 человек.

## Общие сведения
Почтовый индекс — 87212. Телефонный код — 6253. Код КОАТУУ — 1424582404.

## Местный совет
87210, Донецкая область, Старобешевский р-н, с. Марьяновка, ул. Мира, 10а